# Luise Holzer
Luise Holzer, född 18 augusti 1905, var en tysk friidrottare med löpgrenar som huvudgren. Holzer var en pionjär inom damidrott, hon var världsrekordhållare i stafettlöpning och blev guldmedaljör vid den tredje damolympiaden 1930.

## Biografi
Luise Holzer föddes 1905 i södra Tyskland. Hon tävlade främst i löpning 100 meter, löpning 200 meter och stafettlöpning. Hon gick med i idrottsföreningen Turn- und Sportverein München von 1860 eV i München.
Den 15 juli 1928 satte hon världsrekord i stafettlöpning 4 x 100 meter (i TSV München 1860 lag med Rosa Kellner, Agathe Karrer, Luise Holzer som tredje löpare och Lisa Gelius) vid tävlingar i Berlin. Den 21 juli 1929 förbättrade samma lag rekordet vid tävlingar i Frankfurt am Main, den 20 juli 1930 förbättrade exakt samma laguppställning åter rekordet vid tävlingar i Nürnberg.
1928 blev Holzer även tysk mästare i stafettlöpning med världsrekordet vid tävlingarna 6–8 juli i Berlin, 1929 försvarade hon titeln (vid tävlingarna 20–21 juli i Frankfurt am Main) och 1930 blev samma lag åter tysk mästare (vid tävlingarna 2–3 augusti i Lennep). Vid mästerskapen 1930 tog hon även bronsplats i löpning 200 meter.
Holzer deltog sedan vid den tredje damolympiaden 6–8 september 1930 i Prag, under idrottsspelen vann hon guldmedalj i stafettlöpning 4 x 100 meter (åter  med Kellner, Karrer och Gelius).